# Иванов, Афанасий Иванович
Афанасий Иванович Иванов (?—?) — русский военный, генерал-лейтенант, Георгиевский кавалер.

## Биография
Из дворян Ярославской губернии, дата рождения неизвестна.
В 17 лет поступил на военную службу юнкером в пехотный Замосцкий полк и находился на военной службе более сорока лет. Участвовал в войнах которые вела Россия, начиная с 1849 года. Отличился в Венгерской войне.
В 1871 году был назначен командиром 153-го пехотного Бакинского его Императорского Высочества Великого князя Сергея Михайловича полка. В период русско-турецкой войны (1877—1878 гг.) 31 июля 1877 года полковник А. И. Иванов был награждён орденом Святого Георгия 4-й степени за то, что при взятии турецкой крепости Ардаган
С двумя батальонами вверенного ему полка он овладел частью укрепления Сингер-табия и немедленно преследовал сбитого неприятеля отступившего в город.
В три часа пополудни неприятель предпринял наступление на селение Халфалю и Верхние Чурухчи. Атака эта после двух часов артиллерийской и ружейной перестрелки, повсюду была отбита Бакинским, Таманским и Ставропольскими полками. В результате чего неприятель был обращен в бегство с большими для него потерями. В результате этого боя полковник Иванов был ранен в руку.
Полк А. Иванова отличился и при взятии турецкого форта Азизие, в ночь на 28 октября 1877 года. Овладение этим фортом должно было находиться в связи с одновременным взятием трёх остальных фортов, защищавших подступы к Эрзеруму. Однако задача выполнена была только одним Бакинским 153-м пехотным полком, взобравшимся на вал по штурмовым лестницам и овладевшим укреплением после ночного штыкового боя. На следующее утро, 29 октября, вследствие отсутствия поддержки, полку пришлось отступить, причём отступление совершалось под натиском наседавших турок и под убийственным огнём; несмотря на это, полку удалось привести с собою около 600 человек пленных, взятых ночью.
28 апреля 1878 года произведен в генерал-майоры и в том же году назначен командиром 2-й бригады 38-й пехотной дивизии, которую возглавлял до 1880 года. Затем в 1882 году получил в командование 2-ю бригаду 39-й пехотной дивизии. 28 сентября 1884 года уволен от службы с производством в генерал-лейтенанты.

## Награды
- Орден Св. Георгия 4-й степени (31 июля 1877 года).
- Также награждён другими орденами Российской империи.